# クオリサイトテクノロジーズ
クオリサイトテクノロジーズ株式会社は、ニアショアに特化したシステム開発と運用、データセンターサービスを手掛ける、キヤノンマーケティングジャパングループのシステムインテグレータであり、キヤノンITソリューションズの子会社である。
2014年10月改定の沖縄振興特別措置法に基づき「経済金融活性化特別地区」に指定されている沖縄県名護市に本社を置く。
2016年よりソフトウェア開発におけるプロセス改善の世界的標準であるCMMILv4を達成している。
「人とテクノロジーで地方の未来を拓く」をミッションに人財育成に力を入れており、2012年IPA中小ITベンダー人材育成優秀賞 特別賞、2016年沖縄県産業・雇用拡大県民運動推進功労者表彰、2015年～2021年までOracle Certification Awardを受賞、2023年健康経営優良法人ホワイト500企業に認定されている。

## 主な事業
- システム開発サービス
- オペレーションズサービス
- データセンターサービス

## 沿革[7]
- 2003年11月7日 - ニイウス株式会社と株式会社ビックカメラの合弁会社・株式会社ビックニイウスとして設立
- 2005年7月 - 本社ビル完成に伴い、Java開発センターサービスおよびデータセンターサービスを開始
- 2008年9月 - キヤノンITソリューションズ株式会社へ株主変更、クオリサイトテクノロジーズ株式会社に社名変更
- 2009年2月 - ニッセイ情報テクノロジー株式会社と資本提携
- 2015年5月 - 北海道札幌市に北海道開発センターを開設
- 2019年11月 - 沖縄県ワーク・ライフ・バランス企業　認証